# École d'administration militaire
Pour les articles homonymes, voir EAM.
L'École d'administration militaire (EAM) est une ancienne école militaire française créée sous le nom d'École d'administration de Vincennes le 13 mars 1875 à Vincennes. Rebaptisée École militaire d'administration en 1925, installée à Montpellier en 1947 puis fusionnée avec l'École du commissariat de l'armée de terre en 1986, elle est recréée pour trois ans le 1er août 2010 à Coëtquidan, après la fusion de l'École militaire supérieure d'administration et de management (EMSAM, de Montpellier) et de l'École militaire du corps technique et administratif (EMCTA, présente à Coëtquidan depuis 1977).
Au sein des Écoles de Saint-Cyr Coëtquidan, elle formait les officiers du corps technique et administratif de l'armée de terre, du service des essences des armées et du service de santé des armées, ainsi que les commissaires des armées ayant un ancrage « armée de terre ». Elle est dissoute en 2013, à la suite de la création de l'école des commissaires des armées. Les officiers du CTA n'étant plus que d'origine semi-directe, ils rejoignent l'EMIA pour leur formation initiale.

## Historique

### Avant la Première Guerre mondiale
L'École d'administration de Vincennes, est créée, sous ce nom, par la loi du 13 mars 1875, à Vincennes. Elle avait pour vocation de former l'ensemble des officiers d'administration. Cette école répondait à la nécessité de la formation de cadres spécialisés, permettant ainsi de parer aux carences de l'administration et de l'intendance qui avaient été relevées durant la guerre de 1870 contre les Prussiens. Elle est installée dans une des ailes du château de Vincennes, là ou étaient déjà dispensés des cours d'administration militaire.
Les élèves sont sélectionnés parmi les sous-officiers de plus de deux ans de service avec des épreuves de culture générale et de connaissances administratives.
Durant les guerres coloniales, 69 élèves seront morts au champ d’honneur en Chine, en Cochinchine, au Mexique, à Rome, en Tunisie, au Tonkin, à Madagascar, au Sahara et au Maroc.

### Première Guerre mondiale
Lorsque la Première Guerre mondiale éclate, les officiers d'administration demandent à servir dans les armes combattantes. Autorisés par un décret du 9 novembre 1914 à y servir, de nombreux officiers d’administration demandent à y entrer. Devant l'afflux de volontaires, leur nombre sera alors limité à cinq cents.
La qualité de leur engagement vaudra à l'école la Croix de guerre avec palme et une citation à l'ordre de l'armée par arrêté du ministre de la guerre du 20 décembre 1926 pour la conduite des officiers d'administration durant la grande guerre. Les officiers issus de l'EAM morts au combat seront au nombre de 149 et 188 blessés (sur 614). Il y aura eu 1500 citations à l'ordre des officiers d'administration.

### Seconde Guerre mondiale
En 1925, le ministre de la guerre souhaite mettre l’accent sur la vocation militaire de l’école et décide de la renommer École militaire d’administration.
Le 13 mars 1937, l'école reçoit son drapeau, 62 ans jour pour jour après la fondation de celle-ci. Elle sera à nouveau citée pour l'engagement des officiers d’administration pendant la Seconde Guerre mondiale, avec la Croix de guerre avec palme. Au total, 120 officiers seront morts au combat ou en déportation, 306 citations et 6 médailles de la résistance.
Durant cette guerre, l'école sera fermée et la formation s'éparpillera à Cherchell-Médouina, Bouguenais, Marseille, Beyrouth, Néris-les-Bains et Casablanca.

### Après guerre
En 1947, l'École militaire d’administration s’installe à Montpellier, dans l'ancien séminaire de la ville, transformé en caserne. En 1976, l'EMA devient l’École d’application des corps technique et administratif de l’armée de terre.
Le 1er juillet 1986, l’École du commissariat de l’armée de terre et l’École militaire d'administration sont fusionnées pour donner naissance aux Écoles du commissariat de l’armée de terre à Montpellier.

### Écoles du commissariat
Les intendants, recrutés parmi les capitaines, n’avaient souvent que peu de période de formation, tout au plus un stage de quelques mois à l'École militaire de Paris.
Une décision du 13 décembre 1926 créée l’École supérieure de l'intendance afin de former les intendants. La formation y est peu importante, par manque de cadres. Cette école rejoint en 1946 l'École militaire de Paris où la formation devient de grande qualité. 
Elle déménage par la suite à Montpellier dans les locaux de l'École militaire d’administration. Dans un souci d'harmonisation de ses missions et de ses modes de recrutement avec ceux des commissariats de l’air et de la mer, le service de l'intendance devient le commissariat de l'armée de terre le 1er janvier 1984. L'École supérieure d’intendance devient donc l'École du commissariat de l'armée de terre, puis fusionnant avec l'EMA, elles deviennent les Écoles du commissariat de l’armée de terre. Elles sont remplacées par l'École militaire supérieure d’administration et de management (EMSAM) le 1er juillet 2001.

### L'EMCTA
Les officiers d’administration changent d'appellation par décret du 24 décembre 1976 pour devenir les officiers corps techniques et administratifs (CTA) de l'armée de terre, des essences, de l’armement et du service de santé des armées. Afin d'assurer leur formation, l'École militaire du corps technique et administratif (EMCTA) est créée à Coëtquidan le 1er août 1977. Elle est chargée de la formation initiale des officiers des corps techniques et administratifs de l’armée de terre, du service de santé des armées (SSA) et du service des essences des armées (SEA).

### Renaissance de l'EAM
Le 1er aout 2010, l'EMCTA et l'EMSAM disparaissent, faisant provisoirement renaître l'École d'administration militaire sur le site militaire du camp de Coëtquidan, intégrant ainsi « la grande école du commandement » des écoles de Saint-Cyr Coëtquidan. Elle est dissoute en 2013.

## Formation
L'EAM a formé pendant trois ans les commissaires de l'armée de terre, les officiers du corps technique et administratif (CTA) de l'armée de terre en formation initiale et en école d'application, et les officiers CTA du service de santé des armées et du service des essences des armées en formation initiale.
Les commissaires recevaient une formation militaire commune avec les CTA en début de première année. Puis une formation commune avec les commissaires de l'air et de la marine durant l'autre partie de l'année.
La deuxième année se passe en alternance avec Université Rennes 1 et une formation à Coëtquidan.
Les CTA recevaient une formation militaire et académique commune en première année, puis se dispersaient en fonction de leurs services en deuxième année soit dans :
- le service des essences des armées à la base pétrolière interarmées, située à Chalon-sur-Saône ;
- le service de santé des armées à l'École du Val-de-Grâce, situé à Paris;
- l'armée de terre à l'École d'administration militaire.

Le concours externe était ouvert à partir de bac+3 pour devenir commissaire et officier ; et à partir du bac pour le concours interne (semi-direct) sous-officier ou militaire du rang.

## Promotions des officiers d'administration (CTA et commissaires)

### EAM
- 1875 à 1898 : 23 promotions
- 1898-1899 : des Quarante
- 1899-1900 : Garreaux
- 1900-1901 : de Timinimoun
- 1901-1902 : des Coloniaux
- 1902-1903 : de Figuic
- 1903-1904 : de Melegniano
- 1904-1905 : du Cinquantenaire
- 1905-1906 : du Centenaire d’Iéna
- 1906-1907 : de Casablanca
- 1907-1908 : Juncker
- 1908-1909 : du Cinquantenaire de Solférino
- 1909-1910 : Antoine Gley
- 1910-1911 : Maurice Berteaux
- 1911-1912 : Marinie
- 1912-1913 : des Balkans
- 1913-1914 : Chargnot
- 1919-1920 : du Retour
- 1920-1921 : du Soldat Inconnu
- 1921-1922 : Maréchal Galliéni
- 1922-1923 : du Centenaire de Pasteur
- 1923-1924 : de la Flamme du Souvenir
- 1924-1925 : de l’Ouercha
- 1925-1926 : du Rif
- 1926-1927 : de la Croix de Guerre
- 1927-1928 : du Souvenir
- 1928-1929 : Maréchal Foch
- 1929-1930 : Clemenceau
- 1930-1931 : Maréchal Joffre
- 1931-1932 : Président Paul Doumer
- 1932-1933 : du Tricentenaire de Vauban
- 1933-1934 : Maréchal Lyautey
- 1935-1936 : Rouget de Lisle
- 1936-1937 : du Drapeau
- 1937-1938 : Alsace et Lorraine
- 1939-1940 : Varsovie
- 1941-1942 : France
- 1942-1943 : Provence
- 1943-1944 : Espérance
- 1945 : Victoire
- 1945-1946 : Armée Nation
- 1946-1947 : Chombart de Lauwe
- 1947 : La Voie Nouvelle
- 1947-1948 : Intendant Général Daru
- 1948-1949 : Général Giraud
- 1949-1950 : Union française
- 1950-1951 : Lieutenant Jansen
- 1951-1952 : Lieutenant-colonel Pion
- 1952-1953 : Capitaine René-George Weill
- 1953-1954 : Intendant militaire de première classe Bonnotte
- 1954-1955 : du Centenaire
- 1955-1956 : Capitaine Bessieres
- 1956-1957 : Commandant Yellet
- 1957-1958 : Capitaine Piccoto
- 1958-1959 : Lieutenant Briot Voir le site de promotion http://briot.chez.com
- 1959-1960 : Marquis de Montcalm
- 1960-1961 : Sous-lieutenant Lebault
- 1961-1962 : Professeur Morini–Comby
- 1962-1963 : Capitaine Hollemaert
- 1963-1964 : Sous-lieutenant Normand
- 1964-1965 : Commandant Stephant
- 1965-1966 : Lieutenant Geiger
- 1966-1967 : Lieutenant Ettinhausen
- 1967-1968 : Capitaine Salvadori
- 1968-1970 : Sous-lieutenant Bourges
- 1969-1971 : De Cazis de Lapeyrouse
- 1970-1972 : Lieutenant Jean Sauvage
- 1971-1973 : Languedoc
- 1972-1974 : Capitaine Vergnaud
- 1973-1975 : Sous-lieutenant Chauveau
- 1974-1976 : Vincennes-Montpellier
- 1975-1977 : Lieutenant Montjotin
- 1976-1978 : Capitaine Charles
- 1977-1978 : Lieutenant Henaux
- 1978-1979 : Sous-lieutenant Gil-Schwab
- 1979-1980 : Commandant Leduc
- 1980-1981 : Sous-lieutenant Caillaouze
- 1981-1982 : Sous-lieutenant Devarenne
- 1982-1983 : Sous-lieutenant Decaillon
- 1983-1984 : Sous-lieutenant Torlet
- 1984-1985 : Sous-lieutenant Jean
- 1985-1986 : Lieutenant-colonel Colonna d’Ornano
- 2010-2012 : Maréchal Pérignon
- 2011-2013 : Opération Daguet
- 2012-2013 : Officier comptable de 1re classe Jean-Pierre Ader

## Sources
- TAM n°288 30 mai 1975
- RHA n°4 : 1954
- SHD
- De l’intendance militaire au commissariat de l’armée de terre.